# Антидемократизм
Антидемократи́зм  — елемент форми державно-правового режиму держави, де стан політичного життя, за якого державна влада здійснюється антидемократичними методами. Антидемократизм є основною частиною тоталітаризму.
При антидемократизмі громадяни та громадянські об'єднання не впливають на формування і діяльність державних органів, так як вся влада зосереджується в руках не контрольованої народом групи осіб чи в руках однієї особи. Суттєво утруднюється або фактично унеможливлюється здійснення прав і свобод громадян, а також відсутня або формальна виборність.

## Історія

### Античність
Немає однозначної відповіді, де уперше з’явилися прообрази, сформувалася і була використана для облаштування життя демократія, однак більшість спеціалістів у цій галузі адресують до доби Стародавнього світу — Греції і Риму, де виникли перші держави-поліси. В цей же час з'явилася і критика демократії. Послідовними антидемократами були Піфагор та Геракліт. Про це свідчить багато фрагментів, що засвідчують про них як про людей аристократичних поглядів.Критику демократію можна знайти в ідеях Сократа, що виступав проти виборів. Ще одним критиком демократії у Стародавній Греції був Платон. Найбільш показові аргументи проти демократії ми знаходимо у Платона у 8 книзі його «Держави». Коротко вони зводяться до того , що при демократії громадяни перестають шанувати закони, як писані, і неписані, всюди поширені споживання, крайнє відчуження друг від друга, егоїзм; закінчується все це тим, що крайня свобода обертається крайнім рабством; свавілля натовпу перетворюється на свавілля одного, демократія перетворюється на свою діалектичну протилежність — тиранію.

### Епоха модерну
Жан-Жак Руссо притримувався псевдодемократичних поглядів. Тобто, у своїх працях Жан-Жак Руссо називає найкращим устроєм демократичним, але маючи на увазі виборчу аристократію.

#### 20 століття
Критика демократії в 20 столітті почала набувати особливої актуальності як з правої, так і з лівої сторони. Одним з напрямком критики тогочасної демократії є фашизм, який започаткував його Беніто Муссоліні. 

### Критика з боку лібертаріанства
Одним з головних та найбільш знаних критиків демократії серед лібертаріанців є Ганс-Герман Гоппе. У своїй роботі "Демократія: Бог, який зазнав поразки" Ганс-Герман Гоппе критукує демократію через те, що вона приводить до перерозподілу ресурсів між людьми через бажання натовпу легкої наживи, який не задумується про наслідки.

## Ідеології, практикуючі антидемократизм
Комунізм
Націонал-соціалізм
Фашизм
Соціалізм